# Charles Fried
Pour les articles homonymes, voir Fried.
Charles Anthony Fried, né Karl Fried le 15 avril 1935 à Prague (Tchécoslovaquie) et mort le 23 janvier 2024 à Cambridge (Massachusetts), est un juriste et avocat américain d'origine tchèque, avocat général des États-Unis (par intérim du 1er juin 1985 au 23 octobre 1985, et en fonction du 23 octobre 1985 au 20 janvier 1989).

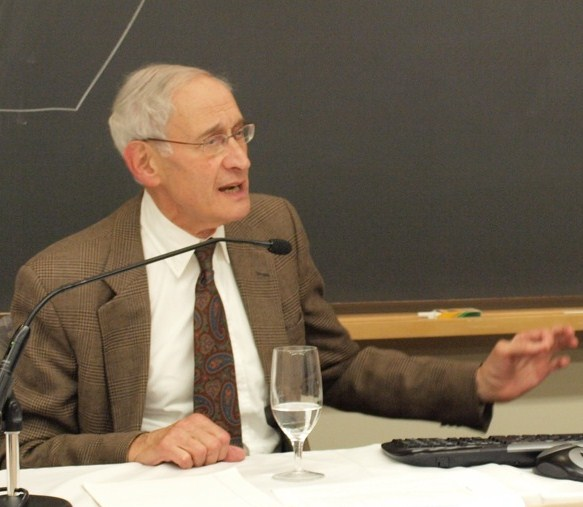
Charles Fried parlant à la Faculté de Droit de Harvard en 2009

## Biographie

### Origines et contextes
Charles Fried naît à Prague le 15 avril 1935, à l’époque en Tchécoslovaquie. Son père est vice-président de l’entreprise d'automobile et d'armement Škoda. En 1939, la famille (juive) parvient à fuir le pays avant l'invasion nazie. Le partage de l’Europe et l’implantation du Rideau de fer rendra tout retour impossible. Ils parviennent ainsi à New York en 1941, et Charles est naturalisé Américain en 1948, à l’âge de 13 ans. 

### Formations
En 1956, Fried décroche un baccalauréat ès arts en littérature comparée et philosophie, à l'Université de Princeton ; en 1958 et 1960, un baccalauréat et une maîtrise en droit de l'Université d'Oxford,  ; et un doctorat en droit de la Columbia University School of Law, où il reçoit le prix John Ordronaux décerné chaque année à un candidat au doctorat en études juridiques. Le prix reconnaît généralement l'étudiant qui atteint la moyenne académique la plus élevée dans chaque classe de fin d'études. 

### Carrière juridique et enseignement
Après ses études de droit, il est greffier du juge associé à la Cour suprême John Marshall Harlan II. En plus de quatre années de service en tant que procureur général des États-Unis et de quatre autres années en tant que juge associé à la Cour suprême du Massachusetts. Il a également rejoint en 1961, la faculté de droit de Harvard, dans laquelle il enseigne durant six décennies, jusqu’en novembre 2023.

### International
Charles Fried a fait partie d’un groupe de plusieurs avocats européens et américains, qui ont soutenu le gouvernement tchèque par leurs conseils sur la nouvelle constitution du pays. En évoquant la chute du rideau de fer, il confie que : 

« … lorsque le gouvernement communiste de Prague est tombé en 1989, il s'est décidé "à faire tout ce qu’il pouvait pour aider la "révolution de velours" de la Tchécoslovaquie à tenir sa promesse à son peuple, de liberté, de dignité et de prospérité". »

— entretien au Harvard Law Bulletin, 1990

### Vie privée
Charles est marié à Anne Fried, et a deux enfants : son fils Gregory et sa fille Antonia. Charles Fried meurt à 88 ans le 23 janvier 2024 à son domicile de Cambridge (Massachusetts).

## Œuvres
- (en) Anatomy of Values, 1970
- (en) Right and Wrong, 1978
- (en) (avec David Rosenberg) Making Tort Law, 1980
- (en) Contract as Promise, 1981
- (en) Order & Law: Arguing the Reagan Revolution , 1991
- (en) Saying What the Law Is: The Constitution in the Supreme Court , 2004